# Donna Langley
Dame Donna Langley-Shamshiri, DBE (* März 1968 in London) ist eine britische Managerin. Seit 2013 ist sie Chairman von Universal Studios und seit 2019 Chairman der Universal Filmed Entertainment Group (UFEG).

## Leben und Karriere
Donna Langley wurde 1968 als Tochter eines ägyptischen Vaters und einer britischen Mutter geboren. Ihre Eltern gaben sie zur Adoption frei und im Alter von einem Jahr wurde sie von einem britischen Ehepaar adoptiert. Sie wuchs zunächst in London mit einem älteren Bruder und einer älteren Schwester auf. Als Langley 7 Jahre alt war, ließ sich Familie auf der Isle of Wight nieder. Sie besuchte die Lake Middle School in Sandown, die Carisbrooke High School in Carisbrooke und später das Kent College.
Danach lebte Langley wieder für kurze Zeit in London, bevor sie 1991 mit ihrer engsten Freundin Tania Landau nach Los Angeles zog. Langley nahm eine Stelle im Roxbury Hotel am Sunset Boulevard an, wo sie kurz darauf Mike De Luca kennenlernte, der ihr ein Praktikum bei New Line Cinema anbot. Langley erhielt später eine Stelle im Story Department und wurde dann zum Junior Executive befördert. Sie stieß auf das Drehbuch zu Austin Powers – Das Schärfste, was Ihre Majestät zu bieten hat, das sie ihren Vorgesetzten empfahl. Der Film entwickelte sich zum Hit an den Kinokassen und zog zwei Fortsetzungen nach sich.
2001 wechselte Langley auf Empfehlung von Mary Parent zu Universal Pictures, wo sie Senior Vice President of Production wurde. Im Oktober 2009 wurden Adam Fogelson und Langley zu Co-Chairman von Universal Pictures befördert. Seit Fogelsons Entlassung im September 2013 verantwortete Langley die Position allein. Unter ihrer Führung hatte Universal Pictures 2015 mit einem weltweiten Box Office von 6,7 Milliarden US-Dollar das bislang erfolgreichste Jahre der Firmengeschichte. 2018 konnte Universal Pictures mit Langley als Chairman zum zweiten Mal die Marke von 4,0 Milliarden US-Dollar Box Office erreichen. Im Jahr 2019 wurde Langley zum Chairman der Universal Filmed Entertainment Group (UFEG) befördert.
Langley ist Mitglied der British Academy of Film and Television Arts und der Academy of Motion Picture Arts and Sciences, sitzt in den Boards of Trustees des American Film Institute und der Motion Picture Association (MPA), dem Board of Councilors der USC School of Cinematic Arts, und dem Entertainment Industry Council der SAG-AFTRA.
Langley ist mit dem Innenarchitekten Ramin Shamshiri verheiratet und hat mit ihm zwei Söhne. Die Familie lebt in Los Angeles und Ojai.

## Filmografie (Auswahl)
Executive Producer
- 1999: Austin Powers – Spion in geheimer Missionarsstellung (Austin Powers: The Spy Who Shagged Me)
- 1999: Gnadenlos schön (Drop Dead Gorgeous)
- 1999: The Astronaut’s Wife – Das Böse hat ein neues Gesicht (The Astronaut’s Wife)
- 1999: Der Junggeselle (The Bachelor)
- 2000: The Cell
- 2000: Lost Souls – Verlorene Seelen (Lost Souls)
- 2002: Highway

## Auszeichnungen (Auswahl)
- 2010: Women in Film’s Crystal Award for Excellence in Film[8]
- 2015: THR Women in Entertainment Executive of the Year[2]
- 2016: Pioneer of Year by Will Rogers Motion Picture Pioneers Foundation[9]
- 2018: Milestone Award der Producers Guild of America[10]
- 2019: The World’s 100 Most Powerful Women #51[11]
- 2020: Dame Commander of the Order of the British Empire[12]